# Конституция Курдистана
Конституция Курдистана (курд. یاسا سەرەکییەکانی هەرێمی کوردستان) — высший нормативный правовой акт автономного региона Курдистан, одобренный 24 июня 2009 года.

## Преамбула
В преамбуле описывается путь Курдистана к свободе; курдская история и различные репрессии, депортации, этнические чистки, геноциды, которые были совершены против курдского народа на протяжении их многотысячной истории. Затрагивается также история Ирака и вхождение Курдистана в его состав в начале XX века.

## Содержание
Конституция Курдистана состоит из шести частей, содержащие 77 статей:
- Часть I — Общие вопросы;
- Часть II — Основные права и обязанности;
- Часть III — Региональные власти Курдистана;
  - Глава I — Законодательная Власть региональной ассамблеи Курдистана;
  - Глава II — Исполнительная власть;
    - Раздел I — Президент Курдистана;
    - Раздел II — Совет министров Курдистана;

  - Глава III — Судебная власть;
- Часть IV — Администрация и Муниципальные советы;
- Часть V — Фискальные вопросы;
- Часть VI — Разное;